# Yaşar Kabakçı
Yaşar Kabakçı (* 10. Oktober 1981 in Çorum) ist ein türkischer ehemaliger Fußballspieler.

## Karriere

### Verein
Kabakçı begann sein Vereinsfußballkarriere 1996 in der Jugend des Vereins seiner Heimatstadt, in der Jugend von Çorumspor. 1999 wurde er in den Profikader aufgenommen und eroberte sich hier schnell einen Stammplatz. 2001 wechselte er dann zum Drittligisten Manisaspor. Auch bei diesem Verein wurde er sofort Stammspieler. Zum Ende der Saison 2001/02 stieg er mit seinem Teams als Meister der 2. Lig B Kategorisi in die 2. Lig A Kategorisi auf. Nach dem Aufstieg verlor Kabakçı seinen Stammplatz und kam lediglich als Ergänzungsspieler zu Einsätzen. Die Saison 2003/04 verbrachte er als Leihspieler beim Drittligisten Kardemir D.Ç. Karabükspor. Kabakçı gelang hier auf Anhieb der Sprung in die Startelf. Bis zum Saisonende spielte man um die Meisterschaft der Liga, wurde am Ende hinter Sarıyer SK Zweiter und verpasste so den Aufstieg. 
Zum Sommer 2004 kehrte Kabakçı zu Manisaspor zurück. Nachdem er hier die Hinrunde der Spielzeit 2004/05 gespielt hatte, wechselte er zur Rückrunde samt Ablöse zu und Karabükspor. Bei Karabükspor spielte er dann die nachfolgenden dreieinhalb Spielzeiten.
Im Sommer 2007 wechselte er zum Zweitligisten Sakaryaspor. Hier erreichte er mit seinem Team die Playoffs, schied aber bereits im Halbfinale der Playoffs aus. Nach einem Jahr bei Sakaryaspor verließ er diesen Verein und spielte anschließend der Reihe nach bei Şanlıurfaspor, İskenderun Demir Çelikspor und Tokatspor.
Zur Saison 2012/13 wechselte er zum Drittligisten Fethiyespor. Die Saison 2012/13 beendete er mit seiner Mannschaft mit dem Playoffsieg der TFF 2. Lig und stieg dadurch in die TFF 1. Lig auf. Nach diesem Erfolg verließ er den Verein Richtung Drittligist Tokatspor.

### Nationalmannschaft
Kabakçı spielte 2002 ein Mal für die Türkische U-21-Nationalmannschaft.

## Erfolge
Mit Vestel Manisaspor
- Meister der TFF 2. Lig und Aufstieg in die TFF 1. Lig: 2001/02

Mit Fethiyespor
- Playoffsieger der TFF 2. Lig und Aufstieg in die TFF 1. Lig: 2012/13